# Robert Tobin
Pour les articles homonymes, voir Tobin.
Robert Tobin (né le 20 décembre 1983 à Lincoln) est un athlète britannique, spécialiste du sprint. Il mesure 1,87 m pour 73 kg. Son club est le Basingstoke M H.

## Dopage
À la suite du scandale de dopage concernant la Russie, 454 échantillons des Jeux olympiques de Pékin en 2008 ont été retestés en 2016 et 31 se sont avérés positifs dont Denis Alekseyev, médaillé de bronze du relais 4 x 400 m. Par conséquent, Tobin et ses coéquipiers pourraient se voir attribuer la médaille de bronze de ces Jeux si l'échantillon B (qui sera analysé en juin) se révèle également positif.

## Palmarès

### Championnats du monde d'athlétisme
- Championnats du monde d'athlétisme de 2005 à Helsinki ( Finlande)
  - 4e en relais 4 × 400 m
- Championnats du monde d'athlétisme de 2007 à Osaka ( Japon)
  - 6e en relais 4 × 400 m

### Championnats d'Europe d'athlétisme
- Championnats d'Europe d'athlétisme de 2006 à Göteborg ( Suède)
  -  Médaille d'argent en relais 4 × 400 m

### Championnats du monde d'athlétisme en salle
- Championnats du monde d'athlétisme en salle de 2008 à Valence ( Espagne)
  - 5e en relais 4 × 400 m